# Las Lajas (volcan)
Pour les articles homonymes, voir Las Lajas.
Las Lajas est un volcan bouclier situé dans la partie centrale du Nicaragua, à 22 km au nord du lac Nicaragua dans le département de Boaco. Plusieurs villages dont Comarca las Lajas sont situées dans la caldeira de ce volcan.
Issu de la subduction de la plaque de Cocos sous la plaque Caraïbe, comme tous les volcans nicaraguayens de l'arc volcanique d'Amérique centrale, Las Lajas est le plus grand volcan de l'âge quaternaire à l'est du graben nicaraguayen.  
Ce large volcan bouclier basaltique est tronqué par une caldeira aux parois abruptes de 7 km de diamètre. La caldeira de 650 m de profondeur est traversée par un étroit canyon du côté sud-est où coule le río Mapacha qui se jette dans le lac Nicaragua. 
Cinq dômes pyroclastiques coalescents de lave andésitique-dacitique sont situés au centre de la caldeira (Cerro el Castillo, Cerro Ochenta Pesos, Cerro San Ildefonso) et des dômes de lave supplémentaires sont présents sur les flancs extérieurs (Cerro de la Flor, Cerro del Monte, Cerro de la Uva). 
Las Lajas était considéré comme étant d'âge holocène sur la base de sa morphologie juvénile (McBirney et Williams, 1965), cependant Plank (2002) a obtenu trois dates radiométriques d'âge miocène, et donc l'édifice principal peut être plus ancien qu'on ne le pensait. Van Wyk de Vries (1999) a précédemment noté que Las Lajas lui-même était probablement d'âge pléistocène, mais que les jeunes cônes de cendre sur les flancs sont similaires à ceux de l'alignement Nejapa et peuvent être d'âge holocène.
Aucune éruption de Las Lajas n'est connue à l'Holocène.